# Belgio ai Giochi della XVI Olimpiade
Il Belgio ha partecipato ai Giochi della XVI Olimpiade che si sono svolti a Melbourne dal 22 novembre all'8 dicembre 1956 
ed a Stoccolma dall'11 al 17 giugno dello stesso anno (solo per gli eventi equestri) 
con una delegazione di 57 atleti, di cui 4 donne, impegnati in 13 discipline,
aggiudicandosi 2 medaglie d'argento.

## Medagliere

### Per discipline
| Sport        | Oro | Argento | Bronzo | Totale |
| ------------ | --- | ------- | ------ | ------ |
| Lotta libera | 0   | 1       | 0      | 1      |
| Vela         | 0   | 1       | 0      | 1      |
| Totale       | 0   | 2       | 0      | 2      |

### Medaglie
| Medaglia | Atleta      | Sport        | Evento     |
| -------- | ----------- | ------------ | ---------- |
| Argento  | Jef Mewis   | Lotta libera | Pesi piuma |
| Argento  | André Nelis | Vela         | Finn       |